# Otto Christian Sahler
Johann Otto Christian Sahler, auch Saler (* 1720 in Augsburg; † 29. März 1811 in Berlin) war ein deutscher Gold- und Silberschmied, Porträtmaler, Kupferstecher, Zeichner, Wachsbossierer und Zeichenlehrer.

## Biografie
Otto Christian Sahler entstammte einer bekannten Augsburger Goldschmiedefamilie. Er machte eine Lehre bei einem Silberarbeiter und begann auch schon früh mit dem Modellieren. 1752 ließ er sich in Dresden nieder und bossierte zahlreiche Bildnisse und andere Darstellungen in Wachs. Er arbeitete auch als Kupferstecher, wobei er Kreidezeichnungen nachahmte und dabei die Hammertechnik nach Art des Jan Lutma anwandte. 1770 ging er nach Berlin, wo er als Zeichenmeister am Grauen Kloster unterrichtete. Er bossierte Mitglieder der preußischen Königsfamilie und die russischen Zaren in Wachs, malte auch Pastellbildnisse und Landschaften in Aquarell. Von 1783 oder 1784 bis zu seiner Emeritierung 1800 war er Lehrer der dritten Zeichenklasse an der Berliner Kunstakademie, wo er auch ab 1786 regelmäßig auf den Akademieausstellungen Arbeiten ausstellte.